# 西尔维娅·奇斯曼
西尔维娅·奇斯曼（英語：Sylvia Cheeseman，1929年5月19日—），英国女子田径运动员。她曾代表英国参加1948年和1952年夏季奥林匹克运动会田径比赛，其中1952年奥运会获得一枚铜牌。